# Джаман Лал Шарма
Джаман Лал Шарма (6 лютого 1936 — 26 серпня 2007) — індійський хокеїст на траві.
Срібний призер Олімпійських Ігор 1960 року.
Срібний призер Азійських ігор 1962 року.